# Motiong
Motiong (Bayan ng Motiong) är en kommun i Filippinerna. Kommunen tillhör provinsen Samar och ligger på ön med samma namn. Folkmängden uppgår till 13 147 invånare.

## Barangayer
Motiong är indelat i 30 barangayer.
| - Poblacion I - Poblacion I-A - Angyap - Barayong - Bayog - Beri - Bonga - Calantawan - Calapi - Caluyahan - Canvais - Canatuan - Candomacol - Capaysagan - Caranas | - Caulayanan - Hinica-an - Inalad - Linonoban - Malobago - Malonoy - Mararangsi - Maypange - New Minarog - Oyandic - Pamamasan - San Andres - Santo Niño - Sarao - Pusongan |